# Coligação PS/Livre
Na política em Portugal, uma Coligação L.PS é uma coligação eleitoral ad-hoc que existe entre o Partido Socialista (PS) e o Livre (L), tendo sido utilizada para eleições autárquicas.

## Casos

### Felgueiras
Para as eleições autárquicas de 2017, em Felgueiras, o Partido Socialista e o Livre coligaram-se com o movimento independente Sim, Acredita, tendo vencido a Câmara Municipal com 47,42% e 5 vereadores eleitos. A coligação foi renovada em 2021, vencendo com maioria reforçada de 67,89% e 7 vereadores eleitos.

## Resultados eleitorais

### Câmara Municipal

#### Lisboa
| Data | Cabeça de lista | Cl. | Votos  | %              | +/- | Vereadores | +/- | Status   |
| ---- | --------------- | --- | ------ | -------------- | --- | ---------- | --- | -------- |
| 2021 | Fernando Medina | 2.º | 80 869 | 33,31 / 100,00 |     | 7 / 17     |     | Oposição |

#### Felgueiras
| Data | Cabeça de lista | Cl. | Votos  | %              | +/-   | Vereadores | +/- | Status              |
| ---- | --------------- | --- | ------ | -------------- | ----- | ---------- | --- | ------------------- |
| 2017 | Nuno Fonseca    | 1.º | 16 409 | 47,42 / 100,00 |       | 5 / 9      |     | Executivo municipal |
| 2021 | Nuno Fonseca    | 1.º | 22 074 | 67,89 / 100,00 | 20,47 | 7 / 9      | 2   | Executivo municipal |

### Assembleia Municipal

#### Lisboa
| Data | Cl. | Votos  | %              | +/- | Deputados | +/- |
| ---- | --- | ------ | -------------- | --- | --------- | --- |
| 2021 | 2.º | 74 768 | 30,79 / 100,00 |     | 17 / 51   |     |

#### Felgueiras
| Data | Cl. | Votos  | %              | +/-   | Deputados | +/- |
| ---- | --- | ------ | -------------- | ----- | --------- | --- |
| 2017 | 1.º | 16 096 | 46,50 / 100,00 |       | 14 / 27   |     |
| 2021 | 1.º | 20 730 | 63,76 / 100,00 | 17,26 | 20 / 27   | 6   |